# Emanuele Crialese
Emanuele Crialese (Rome, 27 mei 1965) is een Italiaanse scenarioschrijver en filmregisseur. 

## Biografie
Crialese studeerde aan de Tisch School of the Arts van de New York University (1995). Hij maakte kortfilms, maar werkte ook in het theater, samen met Robert Chartoff (1998-2000).

## Filmografie
- Heartless (1994)
- Once We Were Strangers (1997)
- Respiro (2002), over het eiland Lampedusa (verfilming van een Siciliaanse legende
- Nuovomondo (2006), première op het filmfestival van Venetië. Genomineerd voor de Gouden Leeuw en Europese Film van het Jaar 2006.
- Terraferma (2011)
- L'immensità (2022), over de relatie tussen een moeder (Penélope Cruz) uit een moeilijk huwelijk en haar dochter Adri die zich een transjongen voelt en een andere naam wenst. Het verhaal is gesitueerd in de jaren 70 van de vorige eeuw en is naar eigen zeggen van Crialese gebaseerd op zijn eigen leven.

## Prijzen
- Young Critics Award (Cannes) voor Respiro
- Speciale Juryprijs (Venetië)
- Mario Monicelli (Bari), Beste Regisseur op dit filmfestival

- Bibliothèque nationale de France: cb14577125b (data)
- CiNii: DA1824014X
- Gemeinsame Normdatei: 13003455X
- International Standard Name Identifier: 0000 0000 7842 914X
- Library of Congress Control Number: no2004066722
- Nationale Bibliotheek van Tsjechië: xx0156319
- Nationale Bibliotheek van Israël: 987007434300705171
- Nationale Bibliotheek van Polen: a0000002816127
- Nederlandse Thesaurus van Auteursnamen: 245871624
- Istituto Centrale per il Catalogo Unico: USMV619292
- Système universitaire de documentation: 076388190
- Virtual International Authority File: 30633890
- WorldCat: E39PBJv4fFTPR6hMHh7tMDJkXd